# 香港舞台劇獎
香港舞台劇獎（英語：Hong Kong Drama Awards）是香港舞台劇界的主要年度獎項，創辦於1992年，為香港舞台劇界年度盛事。由香港戲劇協會主辦，香港電台亦協辦直至第三十一屆。每年四月舉行一次，主要總結香港劇壇每年成績，以表揚優異表現的戲劇工作者，鼓勵香港戲劇界製作更多精彩作品，從而提升戲劇藝術水平。

## 參選
要符合參選舞台劇獎的資格，參選者必須為有效「香港居民身分證」持有人；演出單位必須為本地註冊團體。至少連續有三場演出作公開售票，總座位數量合共多於六百席，以粵語或普通話「足本」演出，演出場地必須為合法演出場地，並於正式演出4個星期前向劇協報名。

## 評審
評審甄選委員會選出最少由六十人組成的評審團作初步提名選拔，之後與劇協團體會員一同投票，每名評審團團員的一票，價值相等於兩名劇協團體會員的選票。執業會計師點算投票結果，如發現同票，會作第二輪投票，最終結果會在頒獎禮當日即場揭曉。

## 舉辦地點
香港舞台劇獎頒獎禮場地初期由於資金不充裕，舉辦經費有限，以及參與人數較少，規模較細，首兩屆頒獎禮於中式酒樓舉行，其後兩屆則在酒店舉辦，並沒有固定舉辦的場地。及後在第五屆開始，香港電台協辦及與當年的香港市政局達成合作協議後，多屆頒獎禮以香港大會堂音樂廳為舉辦場地，其他地方如香港文化中心、香港演藝學院及香港理工大學亦有舉行過頒獎禮，在2022年及2023年則於葵青劇院舉行。在2024年，由於藝術發展局停止資助第三十二屆頒獎禮，另一方面康樂及文化事務署亦拒絕其場地租用申請，第三十二屆及第三十三屆頒獎禮選址在灣仔一間海景餐廳舉行。

## 司儀
香港舞台劇獎頒獎禮最初頭四屆是在酒樓及酒店舉行，場地較細亦屬於同業聯誼，由香港戲劇協會輪流擔任司儀，自第五屆開始，香港戲劇協會與香港電台合辦頒獎禮，典禮才出現正式的司儀。擔任香港舞台劇獎男司儀一職最多的是梁榮忠及王耀祖，而女司儀最多則是杜雯惠及劉雅麗。

## 獎座
香港舞台劇獎獎座主要設計分為三個階段，第一階段(第一屆至第十二屆)的獎座設計基本以多邊形作主軸設計，當中每一屆的設計略有分別，材料主要為亞加力膠；第二階段(第十三屆至第十五屆)的獎座則主要是以沉重的實木作為基底，再配上膠片及金屬片；第三階段由第十六屆頒獎禮開始，獎座的設計為三角錐體形狀，整個以金屬作為材料，沿用至今。

## 頒獎嘉賓
由於香港舞台劇獎頒獎典禮為香港舞台劇界年度盛事，歷屆都匯聚各地劇界同業的重視，頒獎典禮主辨方隆而重之，都會邀請不同的社會名流及知名人士擔任頒獎嘉賓，例如有黃德斌、馮寶寶、劉兆銘、米雪、梁朝偉、梁舜燕、張家輝、廖啟智、葉童、阮德鏘、商天娥、張衛健、鄧萃雯、黎耀祥、張可頤、林保怡、鮑起靜、劉青雲、陳松伶、秦沛、陳玉蓮、黃日華、梁嘉琪、許冠文、金燕玲、譚偉權、李麗珍、王書麒、唐寧、張繼聰、胡杏兒、張國強、原子鏸、鄭佩佩、薜家燕、曾江、焦姣、李香琴、胡楓、羅蘭、邵音音、黃貫中、楊千嬅、張敬軒、關心妍、李克勤、梁詠琪、藍奕邦、莫文蔚、雷頌德、黃宇詩、黃霑、汪明荃、鄭少秋、杜琪峯、李力持、何爵天、張婉婷、羅啟銳、谷德昭、徐小明、張艾嘉、陳有后、潘迪華、吳回、盧宜均、何文匯、劉天蘭、馬榮成、黃英琦、馬逢國、霍震霆、司徙頌欣、李筱怡、馮貽柏、何宗慈、區永東、樂易玲、黃百鳴、蔡玉儀、尊子、陶傑及王貽興等等，嘉賓之多不能盡錄。

## 表演環節
歷屆香港舞台劇獎頒獎禮晚會當中，亦會有加插表演環節。各式各樣的表演環節例如演出相關的舞台劇的選段、不同大小的團體演奏、世界各式的舞蹈演出、合唱團及歌星獻唱金曲，以及單人或多人穿插式脱口秀演出，都增加頒獎禮的可觀性及娛樂性。由於種種因素例如場地或資金等等所限，並非每屆頒獎禮都有表演環節，但是每次的表演環節卻另人回味，例如: 指揮家石信之帶領職業訓練局管弦樂團演奏、澳門純音雅詠合唱團獻唱、香港舞蹈團舞蹈、以及香港演藝學院各學院畢業生專為頒獎禮而設計的演出等。

## 歷屆頒獎典禮資料
| 屆別 | 日期          | 舉辦場地                 | 主持人                                                                 | 表演嘉賓                                                                                  | 主辦單位              | 大會主題                       | 備註          |
| ---- | ------------- | ------------------------ | ---------------------------------------------------------------------- | ----------------------------------------------------------------------------------------- | --------------------- | ------------------------------ | ------------- |
| 1    | 1992年2月29日 | 灣仔好世界酒樓           | 香港戲劇協會協事輪流主持                                               |                                                                                           | 香港戲劇協會          |                                |               |
| 2    | 1993年2月27日 | 灣仔好世界酒樓           | 香港戲劇協會協事輪流主持                                               |                                                                                           | 香港戲劇協會          |                                |               |
| 3    | 1994年3月5日  | 灣景國際酒店             | 香港戲劇協會協事輪流主持                                               |                                                                                           | 香港戲劇協會          |                                |               |
| 4    | 1995年3月4日  | 富豪九龍酒店             | 香港戲劇協會協事輪流主持                                               |                                                                                           | 香港戲劇協會          |                                |               |
| 5    | 1996年3月24日 | 香港文化中心音樂廳       | 洪朝豐、杜雯惠                                                         | 劉雅麗                                                                                    | 香港戲劇協會 香港電台 |                                |               |
| 6    | 1997年3月26日 | 香港演藝學院歌劇院       | 鄧偉傑、杜雯惠、倪秉郎                                                 | 劉雅麗、杜雯惠、林澤群                                                                    | 香港戲劇協會 香港電台 |                                |               |
| 7    | 1998年3月29日 | 香港大會堂音樂廳         | 鄧偉傑、杜雯惠、林祖輝                                                 | 陳奕迅、譚偉權、胡寶秀                                                                    | 香港戲劇協會 香港電台 |                                |               |
| 8    | 1999年3月13日 | 香港大會堂音樂廳         | 梁榮忠、杜雯惠                                                         | 蓋鳴暉、劉雅麗                                                                            | 香港戲劇協會 香港電台 |                                |               |
| 9    | 2000年3月25日 | 香港大會堂音樂廳         | 梁榮忠、杜雯惠、鄧偉傑                                                 | 歐錦棠、周偉強、黃耀明                                                                    | 香港戲劇協會 香港電台 |                                |               |
| 10   | 2001年3月24日 | 香港大會堂音樂廳         | 梁榮忠、杜雯惠、羅敏莊                                                 | 詹瑞文                                                                                    | 香港戲劇協會 香港電台 |                                |               |
| 11   | 2002年4月4日  | 香港大會堂音樂廳         | 梁榮忠、蘇玉華、丁家湘                                                 | 黃華豐、馮夏賢                                                                            | 香港戲劇協會 香港電台 | 「匯聚精英 散發光芒」          |               |
| 12   | 2003年4月16日 | 香港大會堂音樂廳         | 梁榮忠、杜雯惠                                                         | 香港演藝學院戲劇學院                                                                      | 香港戲劇協會 香港電台 |                                |               |
| 13   | 2004年4月15日 | 香港大會堂音樂廳         | 梁榮忠、蘇玉華、倪秉郎                                                 | 香港演藝學院戲劇學院                                                                      | 香港戲劇協會 香港電台 |                                |               |
| 14   | 2005年4月1日  | 香港大會堂音樂廳         | 梁榮忠、劉雅麗                                                         | 香港演藝學院戲劇學院                                                                      | 香港戲劇協會 香港電台 |                                |               |
| 15   | 2006年4月19日 | 香港大會堂音樂廳         | 劉雅麗、王祖藍、羅敏莊                                                 | 香港音樂劇協會 周影、姚詠芝、陳明恩                                                       | 香港戲劇協會 香港電台 |                                |               |
| 16   | 2007年1月20日 | 香港理工大學賽馬會綜藝館 | 梁榮忠、劉雅麗                                                         | 香港舞蹈團 、2R、陳雋騫                                                                   | 香港戲劇協會 香港電台 | 「星光薈萃 飛耀藝壇」          |               |
| 17   | 2008年4月16日 | 香港大會堂音樂廳         | 梁榮忠、劉雅麗                                                         | 倫永亮、陳潔靈、張繼聰、姚詠芝                                                            | 香港戲劇協會 香港電台 |                                |               |
| 18   | 2009年4月29日 | 香港大會堂音樂廳         | 梁榮忠、劉雅麗、侯嘉明、王耀祖、林鴻怡                                 | 職業訓練局管弦樂團 石信之、高世章、姚詠芝、林澤群、劉榮豐                                 | 香港戲劇協會 香港電台 | 「Drama Everywhere」           |               |
| 19   | 2010年4月21日 | 香港大會堂音樂廳         | 梁榮忠、劉雅麗、侯嘉明、王耀祖、林鴻怡                                 | 林子揚、何冠儀、蔡瀚億、張貝琳、David Malcome、溫卓妍、林澤群                             | 香港戲劇協會 香港電台 |                                | [ 7 ]         |
| 20   | 2011年4月20日 | 香港大會堂音樂廳         | 梁榮忠、王耀祖、高少敏、張貝琳                                         | 香港演藝學院戲劇學院 劇場空間 Theatre Noir                                                | 香港戲劇協會 香港電台 | 「回望過去 展望將來」          |               |
| 21   | 2012年4月18日 | 香港大會堂音樂廳         | 梁榮忠、王耀祖、高少敏、張貝琳、薛海暉                                 | 謝君豪、梁榮忠、林子揚 張貝琳、演戲家族、陳潔靈 何超儀、馬沛詩及其他嘉賓                  | 香港戲劇協會 香港電台 |                                |               |
| 22   | 2013年4月17日 | 香港大會堂音樂廳         | 梁榮忠、王耀祖、張貝琳、薛海暉、麥智鈞、何潁怡、黃頌明、李杏儀、趙伊禕 | 香港演藝學院、中英劇團 香港話劇團、劇場空間                                               | 香港戲劇協會 香港電台 |                                |               |
| 23   | 2014年4月16日 | 香港大會堂音樂廳         | 梁榮忠、王耀祖、賴慰玲、張貝琳、黃頌明                                 | 黃家正、劇場空間 藝堅峰、中英劇團                                                         | 香港戲劇協會 香港電台 |                                | [ 8 ]         |
| 24   | 2015年4月29日 | 香港大會堂音樂廳         | 梁榮忠、王耀祖、麥智鈞、張貝琳、黃頌明                                 | 澳門純音雅詠合唱團 Frankie Ho & Friends                                                   | 香港戲劇協會 香港電台 |                                |               |
| 25   | 2016年4月16日 | 香港大會堂音樂廳         | 梁榮忠、王耀祖、麥智鈞、張貝琳、黃頌明、周若楠                         | 香港演藝學院 演戲家族 香港中文大學合唱團                                                  | 香港戲劇協會 香港電台 |                                |               |
| 26   | 2017年4月21日 | 香港大會堂音樂廳         | 王耀祖、羅敏莊                                                         | 一舖清唱、王耀祖、羅敏莊 中英劇團、劇場空間                                               | 香港戲劇協會 香港電台 |                                |               |
| 27   | 2018年4月18日 | 香港大會堂音樂廳         | 王耀祖                                                                 | 黃德斌、蘇浩才、李兆偉 李健宏、鍾達茵、吳鳳鳴 《奮青樂與路》學生演員 香港舞蹈團、演戲家族 | 香港戲劇協會 香港電台 | 「We are together 我們在一起」 | [ 9 ] [ 10 ]  |
| 28   | 2019年4月10日 | 香港大會堂音樂廳         | 王耀祖                                                                 | 香港演藝學院 香港音樂劇藝術學院 香港話劇團                                                | 香港戲劇協會 香港電台 | 「一團火」                     | [ 11 ] [ 12 ] |
| 29   | 2020年6月27日 | 香港大會堂音樂廳         | 王耀祖                                                                 | 香港演藝學院                                                                              | 香港戲劇協會 香港電台 | 「Moving forward」             | [ 11 ] [ 13 ] |
| 30   | 2022年6月1日  | 葵青劇院演藝廳           | 王耀祖                                                                 | 譚偉權、劉雅麗、姚潤敏 高翰文、彭杏英、杜雯惠、林澤群                                     | 香港戲劇協會          | 「團聚」                       | [ 11 ]        |
| 31   | 2023年6月14日 | 葵青劇院演藝廳           | 王耀祖、陸昕                                                           | 香港話劇團 劇場空間 7A班戲劇組                                                            | 香港戲劇協會          | 「勇氣」                       | [ 11 ] [ 14 ] |
| 32   | 2024年4月29日 | Pier 1929                | 黃懿雯、張焱、彭珮嵐、司徒慧焯、張可堅、余振球、方俊杰、陸昕、莊梅岩   |                                                                                           | 香港戲劇協會          | 「風」                         | [ 15 ] [ 16 ] |
| 33   | 2025年4月28日 | Pier 1929                | 黃懿雯、鄭君熾、張國穎、王耀祖、陸昕、趙伊禕、方俊杰、黃呈欣、謝君豪   |                                                                                           | 香港戲劇協會          | 「The show must go on」        | [ 17 ] [ 18 ] |

香港舞台劇獎發展至今共設26個常設獎項，另外亦有非常設獎項，名為推薦獎，由香港戲劇協會幹事會視乎需要頒發。

## 常設獎項
| - 最佳導演﹙悲劇／正劇﹚ [第1屆起] - 最佳導演﹙喜劇／鬧劇﹚ [第1屆起] - 最佳劇本 [第1屆起] - 最佳女主角﹙悲劇／正劇﹚[第2屆起] - 最佳男配角﹙喜劇／鬧劇﹚[第2屆起] - 最佳音響設計 [第9屆起] - 最佳製作 [第27屆起] - 最佳音樂劇男主角 [第33屆起] - 最佳音樂劇男配角 [第33屆起] | - 最佳服裝設計 [第1屆起] - 最佳化妝造型 [第1屆起] - 最佳男主角﹙悲劇／正劇﹚[第2屆起] - 最佳女主角﹙喜劇／鬧劇﹚[第2屆起] - 最佳女配角﹙悲劇／正劇﹚[第2屆起] - 最佳原創音樂（戲劇） [第20屆起] - 最佳填詞 [第28屆起] - 最佳音樂劇女主角 [第33屆起] - 最佳音樂劇女配角 [第33屆起] | - 最佳燈光設計 [第1屆起] - 最佳舞台設計 [第1屆起] - 最佳男主角﹙喜劇／鬧劇﹚[第2屆起] - 最佳男配角﹙悲劇／正劇﹚[第2屆起] - 最佳女配角﹙喜劇／鬧劇﹚[第2屆起] - 年度優秀製作 [第26屆起] - 最佳原創音樂（音樂劇）[第28屆起] - 最佳音樂劇編舞 [第33屆起] |

## 非常設獎項

### 廿五周年紀念獎（2009年第十八屆）
| 獎項               | 備註                                         |
| ------------------ | -------------------------------------------- |
| 傑出舞台美術製作獎 | 周倩慧、魯德義、羅平                         |
| 傑出藝術行政獎     | 高志森、陳健彬、黃智龍、簡溢雅               |
| 傑出翻譯獎         | 張可堅、陳鈞潤、陳敢權、廖梅姬、黎翠珍       |
| 傑出填詞獎         | 杜國威、岑偉宗、陳鈞潤、黃霑、鄭國江、鍾志榮 |

## 已取消獎項
| 獎項                                          | 備註                                                                                |
| --------------------------------------------- | ----------------------------------------------------------------------------------- |
| 最佳男演員（悲劇／正劇）[第一屆]              | 第二屆起改名為「最佳男主角﹙悲劇／正劇﹚」 第二屆起增設「最佳男配角﹙悲劇／正劇﹚」 |
| 最佳男演員（喜劇／鬧劇）[第一屆]              | 第二屆起改名為「最佳男主角﹙喜劇／鬧劇﹚」 第二屆起增設「最佳男配角﹙喜劇／鬧劇﹚」 |
| 最佳女演員（悲劇／正劇）[第一屆]              | 第二屆起改名為「最佳女主角﹙悲劇／正劇」 第二屆起增設「最佳女配角﹙悲劇／正劇﹚」   |
| 最佳女演員（喜劇／鬧劇）[第一屆]              | 第二屆起改名為「最佳女主角﹙喜劇／鬧劇﹚」 第二屆起增設「最佳女配角﹙喜劇／鬧劇﹚」 |
| 最佳創作音樂 [第一屆至第十九屆]               | 第二十屆改名為「最佳原創音樂（戲劇）」 第廿一屆設置「最佳原創曲詞」及「最佳配樂」   |
| 最佳整體演出 [第一屆至第廿六屆]               | 第廿七屆起改名為「最佳製作」                                                        |
| 八大/十大 最受歡迎製作 [第四屆至第十一屆]     | 第十屆及第十二屆起改名為「十大最受歡迎劇目」                                        |
| 最佳海報 [第十一屆至第十三屆]                 |                                                                                     |
| 十大最受歡迎劇目 [第十屆、第十二屆至第廿五屆] | 第廿六屆起改名為「年度優秀製作」                                                    |
| 最佳原創曲詞 [第廿一屆至第廿七屆]             | 第廿八屆起設置「最佳原創音樂（音樂劇）」及「最佳填詞」                              |
| 最佳配樂 [第廿一屆至第廿七屆]                 | 第廿八屆起設置「最佳原創音樂（戲劇）」                                              |

## 整體/ 導演/ 劇本/ 男女主角
註：人名後括號內的數字，表示該得獎者在香港舞台劇獎獲得同一獎項的累積次數（2次或以上標註）
| 屆別 | 年份   | 最佳製作 | 最佳導演 (悲劇/ 正劇)                               | 最佳導演 (喜劇/ 鬧劇)                                                                                   | 最佳劇本                                          | 最佳男主角（悲劇/ 正劇）                          | 最佳男主角 (喜劇／鬧劇)                              | 最佳女主角（悲劇／正劇）                                             | 最佳女主角 (喜劇/ 鬧劇)                           |
| ---- | ------ | --- | --------------------------------------------------- | --- | ------------------------------------------------- | ------------------------------------------------- | ---------------------------------------------------- | -------------------------------------------------------------------- | ------------------------------------------------- |
| 1    | 1992年 | 《蝴蝶君》 香港話劇團                                                                                          | 鍾景輝(1) 《蝴蝶君》 香港話劇團                     | 張達明(1) 《客鄉途情遠》 中英劇團                                                                       | 張達明 《客鄉途情遠》                             | 潘煒強 《蝴蝶君》 香港話劇團                      | 張錦程 《飛越愛河橋》 演戲家族                       | 許芬 《伴我同行》 香港話劇團                                         | 從缺                                              |
| 2    | 1993年 | 《我和春天有個約會》 香港話劇團                                                                                | 古天農(1) 《我和春天有個約會》 香港話劇團           | 鍾景輝 《橫衝直撞偷錯情》 香港話劇團                                                                    | 杜國威(1) 《聊齋新誌》 毛俊輝 《一籠風月》 赫墾坊 | 毛俊輝(1) 《一籠風月》 赫墾坊                     | 古天農 《蝦碌戲班》 香港戲劇協會                     | 劉雅麗(1) 《我和春天有個約會》 香港話劇團 胡美儀 《一籠風月》 赫墾坊 | 羅冠蘭 《橫衝直撞偷錯情》 香港話劇團              |
| 3    | 1994年 | 《南海十三郎》 香港話劇團                                                                                      | 毛俊輝(1) 《說書人柳敬亭》 中英劇團                 | 張可堅 《撞板風流》 中天製作                                                                            | 杜國威(2) 《南海十三郎》                          | 鍾景輝(1) 《瘋癲皇帝》 香港戲劇協會               | 麥秋 《山水喜相逢》 赫墾坊                           | 林小寶(1) 《創奇者》 香港演藝學院                                    | 區嘉雯 《莎莉要飛》 中天製作                      |
| 4    | 1995年 | 《黑鹿開口了》 香港話劇團                                                                                      | 毛俊輝(2) 《風中細路》 音樂劇團                     | 古天農 《芳草校園》 中英劇團                                                                            | 陳敢權 《情危生命線》                             | 鍾景輝(2) 《莫扎特之死》 香港戲劇協會             | 李鎮洲(1) 《Q版老夫子》 中英劇團                     | 羅冠蘭(1) 《似是故人來》 香港話劇團                                  | 馮蔚衡(1) 《不搶錢家族》 香港話劇團               |
| 5    | 1996年 | 《長河之末》 香港演藝學院戲劇學院                                                                              | 鍾景輝(2)、林立三 《長河之末》 香港演藝學院         | 毛俊輝 《紅房間、白房間、黑房間》 香港話劇團                                                            | 張達明(2) 《長河之末》                            | 鍾景輝(3) 《推銷員之死》 香港戲劇協會             | 倪秉郎 《廿三樓‧搞笑友》 第四線劇社                  | 陳麗珠(1) 《魚戰役溫柔》 進劇場                                      | 馮蔚衡(2) 《一僕二主》 香港話劇團                 |
| 6    | 1997年 | 《棒球狂想曲》 香港演藝學院戲劇學院                                                                            | 鍾景輝(3) 《明月明年何處看》 香港話劇團             | 傅月美(1) 《一起走過嫲嫲煩煩的日子》 香港戲劇協會                                                       | 吳家禧 《龍情化不開》                             | 倪秉郎 《羅生門》 香港戲劇協會                    | 陳淑儀(1) 《Miss杜十娘》 香港話劇團                  | 陳麗珠(2) 《闖進一棵橡樹的年輪》 進劇場                              | 廖淑芬(1) 《一起走過嫲嫲煩煩的日子》 香港戲劇協會 |
| 7    | 1998年 | 《跟住個口靚妹氹氹轉》 毛俊輝實驗製作                                                                          | 毛俊輝(3) 《跟住個口靚妹氹氹轉》 毛俊輝實驗製作     | 李鎮洲(1) 《專業社團》 中英劇團                                                                         | 潘惠森(1) 《雞春咁大隻曱甴兩頭岳》                | 周志輝 《春秋魂》 香港話劇團                      | 李鎮洲(2) 《鍾馗傳奇之捉鬼敢死隊》 中英劇團          | 伍潔茵 《雞春咁大隻曱甴兩頭岳》 新域劇團                             | 杜雯惠 《窈窕淑女》 春天舞台                      |
| 8    | 1999年 | 《德齡與慈禧》 香港話劇團                                                                                      | 楊世彭 《德齡與慈禧》 香港話劇團                    | 麥秋 《官場現形記》 中英劇團                                                                            | 何冀平 《德齡與慈禧》                             | 鍾景輝(4) 《風雨守衣箱》 香港戲劇協會             | 陳曙曦 《談情說愛》 演戲家族                         | 龔小玲 《紅色的天空》 香港話劇團                                     | 姚潤敏(1) 《瘋狂夜宴搞偷情》 香港戲劇協會         |
| 9    | 2000年 | 《三姊姊與哥哥和一隻蟋蟀》 新域劇團 潘惠森監製                                                                 | 李國威(1) 《三姊姊與哥哥和一隻蟋蟀》 新域劇團       | 李鎮洲(2) 《丁燈》 中英劇團                                                                             | 潘惠森(2) 《三姊妹與哥哥和一隻蟋蟀》              | 李鎮洲 《紅頂商人胡雪巖》 中英劇團                | 詹瑞文 《兩條老柴玩遊戲》 劇場組合                   | 區嘉雯(1) 《劍雪浮生》 春天舞台                                      | 甄詠蓓(1) 《兩條老柴玩遊戲》 劇場組合             |
| 10   | 2001年 | 《周門家事》 香港戲劇協會                                                                                      | 李銘森(1) 《天下第一樓》 春天實驗劇團               | 何偉龍 《讓我愛一次》 香港話劇團                                                                        | 潘惠森(3) 《親愛的‧胡雪巖》                       | 黃秋生 《螳螂捕蟬》 新域劇團                      | 陳淑儀(2) 《讓我愛一次》 香港話劇團                  | 林小寶(2) 《遇上一九四一的女孩》【2000年版】 演戲家族                | 伍潔茵 《點解手牽狗》 中英劇團                    |
| 11   | 2002年 | 《邊城》 演戲家族 姚潤敏(1)監製                                                                                | 李銘森(2) 《幸遇先生蔡》 中英劇團                   | 李國威(1) 《在天台上冥想的蜘蛛》 新域劇團                                                               | 潘惠森(4) 《在天台上冥想的蜘蛛》                  | 陳曙曦 《邊城》 演戲家族                          | 馮祿德 《不動布娃娃》 劇場工作室                     | 林小寶(3) 《邊城》 演戲家族                                          | 姚潤敏(2) 《武松打蚊》 新域劇團                   |
| 12   | 2003年 | 《如夢之夢》 香港話劇團 梁子麒(1)監製                                                                          | 毛俊輝(4) 《還魂香》 香港話劇團                     | 潘惠森 《香港煙花燦爛 also known as 港燦》 劇場組合、新域劇團                                           | 莊梅岩(1) 《留守太平間》                          | 鄧樹榮 《陽光站長》 致群劇社                      | 鍾景輝 《金池塘》 香港戲劇協會                       | 蘇玉華(1) 《生死界》 無人地帶                                        | 殷巧兒 《金池塘》 香港戲劇協會                    |
| 13   | 2004年 | 《四川好人》 演戲家族 姚潤敏(2)、李健楹監製                                                                    | 張可堅 《十二怒漢》 劇場空間                        | 陳淑儀(1) 《老馬有火》灣仔劇團                                                                          | 潘惠森(5) 《龍頭》                                | 盧俊豪 《黎民偉，開麥拉！》 中英劇團              | 葉進 《老馬有火》 灣仔劇團                           | 林小寶(4) 《四川好人》 演戲家族                                      | 廖淑芬(2) 《女幹探》 劇場工作室(1)                |
| 14   | 2005年 | 《承受清風》 香港戲劇協會 張可堅監製                                                                           | 張達明 《旋轉270°》 香港話劇團                      | 方家煌 《喜尾注》 香港戲劇協會                                                                          | 莊梅岩(2) 《找個人和我上火星》                    | 鍾景輝(5) 《承受清風》香港戲劇協會                | 梁祖堯(1) 《攣到爆》 W創作社                         | 秦可凡 《一缺一》                                                    | 甄詠蓓(2) 《虎鶴雙形》 劇場組合、新域劇團         |
| 15   | 2006年 | 《菲爾德》 香港演藝學院戲劇學院 蔣維國監製                                                                     | 鄧樹榮(1) 《菲爾德》 香港演藝學院                   | 黃龍斌(1)、林澤群(1) 《二人前•2人後》 異人實現劇場                                                      | 莊梅岩(3) 《法吻》                                | 辛偉強 《生殺之權》 香港話劇團                    | 林澤群 《二人前•2人後》 異人實現劇場                 | 梁翠珊 《彌敦道兩岸》 灣仔劇團                                       | 廖雅琪 《芳草校園》 中英劇團                      |
| 16   | 2007年 | 《頭注香》 中英劇團 陳敏斌、譚穎敏監製                                                                         | 鄧樹榮(2) 《哈姆雷特》香港演藝學院                  | 李國威(2) 《大汗推拿》 新域劇團                                                                         | 司徒偉健 《頭注香》                               | 鍾景輝(6) 《不期而遇的男人》 同流                 | 盧智燊 《頭注香》 中英劇團                           | 黃慧慈(1) 《德齡與慈禧》 香港話劇團                                  | 楊詩敏 《愈笨愈開心》 香港話劇團                  |
| 17   | 2008年 | 《暗戀桃花源 》 香港話劇團 梁子麒(2)監製                                                                       | 古天農(2) 《相約星期二》 中英劇團                   | 李國威(3) 《藝術》 香港話劇團                                                                           | 劉浩翔 《獨坐婚姻介紹所》 影話戲                  | 鍾景輝(7) 《相約星期二》 中英劇團                 | 辛偉強(2) 《藝術》 香港話劇團                        | 區嘉雯(2) 《粉紅天使》 劇場空間                                      | 彭秀慧 《再見不再見》 彭秀慧作品                  |
| 18   | 2009年 | 《頂頭鎚 》 香港話劇團 梁子麒(3)監製                                                                           | 陳恆輝 《卡夫卡的七個箱子》 愛麗絲劇場實驗室        | 傅月美(2) 《我愛阿愛》 香港話劇團                                                                       | 杜國威(3) 《我愛阿愛》                            | 劉守正 《頂頭鎚》 香港話劇團                      | 何偉龍 《第二把交椅之瘋癲戲子》 灣仔劇團             | 黃呈欣 《老婦還鄉》 香港演藝學院                                     | 黃詠詩 《破地獄與白菊花》 詩人黑盒劇場            |
| 19   | 2010年 | 《一屋寶貝》 演戲家族 姚潤敏(3)監製                                                                            | 李鎮洲(1) 《聖荷西謀殺案》 香港藝術節               | 鄧偉傑 《笑之大學》 糊塗戲班                                                                            | 莊梅岩(4) 《聖荷西謀殺案》                        | 林澤群 《奇幻聖誕夜》 香港話劇團                  | 鄧偉傑 《笑之大學》 糊塗戲班                         | 劉雅麗(2) 《聖荷西謀殺案》 香港藝術節                                | 文瑞興 《車你好冇》 演戲家族                      |
| 20   | 2011年 | 《香港式離婚》 香港藝術節 何嘉坤監製                                                                           | 鄧樹榮(3) 《魔方變奏》 香港演藝學院                 | 司徒慧焯(1) 《豆泥戰爭》 香港話劇團                                                                     | 黃詠詩 《香港式離婚》                             | 杜施聰 《哥本哈根》 香港話劇團、眾劇團            | 高翰文 《豆泥戰爭》 香港話劇團                       | 黃慧慈(2) 《香港式離婚》 香港藝術節                                  | 彭杏英 《豆泥戰爭》 香港話劇團                    |
| 21   | 2012年 | 《脫皮爸爸》 香港話劇團 陳永泉、鄺秀嫻監製                                                                     | 李國威(2) 《不道德的審判》 香港話劇團               | 司徒慧焯(2) 《脫皮爸爸》 香港話劇團                                                                     | 鄭國偉(1) 《最後晚餐》                            | 張錦程 《法吻》 天邊外劇場                        | 辛偉強(1) 《脫皮爸爸》 香港話劇團                    | 雷思蘭(1) 《最後晚餐》 香港話劇團                                    | 邵美君(1) 《愛是雪》 W創作社                      |
| 22   | 2013年 | 《李逵的藍與黑》 香港演藝學院 薛卓朗監製                                                                       | 馮蔚衡(1) 《紅》 香港話劇團                         | 陳曙曦 《李逵的藍與黑》 香港演藝學院                                                                    | 余翰廷 《夜鷹姊魅》                               | 潘燦良(1) 《心洞》 香港話劇團                     | 邱頌偉 《打轉教室》 鄧樹榮戲劇工作室                 | 傅月美 《完不了的最後一課》 中英劇團                                 | 李司棋 《金池塘》【重演】 香港戲劇協會            |
| 23   | 2014年 | 《都是龍袍惹的禍》 香港話劇團 梁子麒(4)監製                                                                    | 司徒慧焯(1) 《都是龍袍惹的禍》 香港話劇團           | 陳炳釗(1) 《金龍》 前進進戲劇工作坊                                                                     | 莊梅岩(5) 《教授》                                | 潘燦良(2) 《教授》 香港話劇團                     | 朱栢謙 《大龍鳯》 中英劇團                           | 楊螢映 《海倫·凱勒》 中英劇團                                        | 胡麗英(1) 《搏命兩頭騰》 中英劇團                 |
| 24   | 2015年 | 《後殖民食神之歌》 前進進戲劇工作坊 紀文舜、新視野藝術節監製                                                   | 馮蔚衡(2) 《安‧非她命》 香港話劇團                  | 陳炳釗(2) 《後殖民食神之歌》 前進進戲劇工作坊                                                           | 張飛帆 《棋廿三》                                 | 陳永泉 《野豬》 同流                              | 楊偉倫 《過戶陰陽眼》 中英劇團                       | 劉嘉玲 《杜老誌》 英皇娛樂                                           | 韋羅莎 《黑色星期一》 甄詠蓓戲劇工作室            |
| 25   | 2016年 | 《天使撻落新‧都城》 團劇團、藝君子劇團 楊惠芳監製                                                              | 陳曙曦(1) 《忙與盲的奮鬥時代》 風車草劇團           | 陳淑儀(2) 《天使撻落新‧都城》 團劇團、藝君子劇團                                                        | 龍文康 《維港乾了》                               | 鄭嘉俊 《第三波》【重演】 劇場空間、Arts' Options | 梁浩邦 《天使撻落新‧都城》 團劇團、藝君子劇團        | 陳煦莉 《結婚》 香港話劇團                                           | 余安安 《最後作孽》 香港話劇團                    |
| 26   | 2017年 | 《親愛的，胡雪巖》 香港話劇團 梁子麒(5)監製                                                                    | 李鎮洲(2) 《三子》 香港話劇團                       | (1) 《竹林深處強姦》 藝君子劇團                                                                         | 陳炳釗 《午睡》                                   | 潘燦良(3) 《親愛的，胡雪巖》 香港話劇團           | 宋本浩 《竹林深處強姦》 藝君子劇團                   | 羅冠蘭(2) 《心靈病房》 同流                                          | 邵美君(2) 《北極光之戀》 風車草劇團               |
| 27   | 2018年 | 《奮青樂與路》 地利亞修女紀念學校（協和）、香港培正中學、香港正覺蓮社佛教正覺中學、心光盲人院暨學校 何力高監製 | 馮蔚衡(3) 《父親》 香港話劇團                       | (2) 《奮青樂與路》 地利亞修女紀念學校（協和）、香港培正中學、香港正覺蓮社佛教正覺中學、心光盲人院暨學校 | 潘惠森(6) 《武松日記》                            | 毛俊輝(2) 《父親》 香港話劇團                     | 王耀祖 《獨坐婚姻介紹所【激新版】》 iStage           | 陳桂芬 《27個小孩的媽媽》 劇場空間                                   | 王曉怡 《水滸嘍囉》 中英劇團                      |
| 28   | 2019年 | 《新聞小花的告白》 風車草劇團 湯駿業(1)監製                                                                    | 黃龍斌 《羅生門》 中英劇團                          | 王俊豪 《教父阿塗》 天邊外劇場                                                                          | 黃國鉅 《新聞小花的告白》                         | 吳家良 《初三》香港話劇團                         | 朱栢康 《拚死為出位【三度公演】》 同流               | 韋羅莎 《新聞小花的告白》 風車草劇團                                 | 關寶慧 《她媽的葬禮》 PROJECT ROUNDABOUT          |
| 29   | 2020年 | 《5月35日》 六四舞台 列明慧、張家弘、黃懿雯監製                                                                | 李鎮洲(3) 《5月35日》 六四舞台                      | 黃龍斌(2) 《我自在江湖》 香港演藝學院                                                                   | 莊梅岩(6) 《5月35日》                             | 王維 《驕傲》 香港話劇團                          | 林澤群(2) 《假鳳虛鸞》 香港話劇團                    | 邵美君 《四川好人》 香港話劇團、演戲家族                             | 胡麗英(2) 《米線女戰士》 風車草劇團               |
| /    | 2021年 | 疫情停辦 | 疫情停辦                                            | 疫情停辦                                                                                                | 疫情停辦                                          | 疫情停辦                                          | 疫情停辦                                             | 疫情停辦                                                             | 疫情停辦                                          |
| 30   | 2022年 | 《新聞小花的告白2 白屋之夏》 風車草劇團 湯駿業(2)監製                                                          | 陳曙曦(2) 《新聞小花的告白2 白屋之夏》 風車草劇團   | 余健生 《雄顏一笑》 BHT Theatre                                                                         | 鄭國偉(2) 《曖昧》                                | 陳健豪 《一水南天》 香港舞蹈團、演戲家族          | 陳小東 《雄顏一笑》 BHT Theatre                      | 雷思蘭(2) 《原則【重演】》 香港話劇團                                | 廖淑芬 《4000里》 劇場工作室、 Love Production    |
| 31   | 2023年 | 《大狀王》 香港話劇團、西九文化區 李筱怡、彭婉怡監製                                                           | 方俊杰 《大狀王》 香港話劇團、西九文化區            | 陳恆輝 《老婦還鄉記》 愛麗絲劇場實驗室                                                                  | 莊梅岩(7) 《最後禮物》                            | 鄭君熾 《大狀王》 香港話劇團、西九文化區          | 歐陽駿(1) 《愛情觀自在》 香港話劇團                  | 丁彤欣 《大狀王》 香港話劇團、西九文化區                             | 陳瑞如 《老婦還鄉記》 愛麗絲劇場實驗室            |
| 32   | 2024年 | 《史家本第二零二三回之伏虎降龍》 香港話劇團 黎栩昕監製                                                         | 黃呈欣 《植物人》 藝君子劇團                        | (3) 《史家本第二零二三回之伏虎降龍》 香港話劇團                                                         | 一休 《殉爆》                                     | 魯文傑 《撒旦狂筆》 一條褲製作                    | 歐陽駿(2) 《史家本第二零二三回之伏虎降龍》香港話劇團 | 趙伊禕 《植物人》 藝君子劇團                                         | 田蕊妮 《大離婚日》 林日曦作品                    |
| 33   | 2025年 | 《Di-Dar》 風車草劇團 湯駿業(3)監製                                                                            | 司徒慧焯(2)、黃俊達 《三四郎》 香港演藝學院戲劇學院 | 盧宜敬 《半桶水》 香港話劇團                                                                            | 許晉邦 《半桶水》                                 | 鄧偉傑 《六號病房》 設計對白、藝君子劇團          | 梁祖堯(2) 《Di-Dar》 風車草劇團                      | 蘇玉華(2) 《完美證供》 seeyousoon production                         | 邵美君(3) 《Di-Dar》 風車草劇團                   |

## 男女配角/ 幕後製作
註：人名後括號內的數字，表示該得獎者在香港舞台劇獎獲得同一獎項的累積次數（2次或以上標註）
| 屆別 | 年份   | 最佳男配角 (悲劇/ 正劇)                        | 最佳男配角 (喜劇/ 鬧劇)                               | 最佳女配角 (悲劇/ 正劇)                      | 最佳女配角 (喜劇/ 鬧劇)                        | 最佳舞台設計                                     | 最佳服裝設計                                        | 最佳燈光設計                                                                | 最佳化妝造型                                                               |          |
| ---- | ------ | ---------------------------------------------- | ----------------------------------------------------- | -------------------------------------------- | ---------------------------------------------- | ------------------------------------------------ | --------------------------------------------------- | --------------------------------------------------------------------------- | -------------------------------------------------------------------------- | -------- |
| 1    | 1992年 | 該獎項尚未創立                                 | 該獎項尚未創立                                        | 該獎項尚未創立                               | 該獎項尚未創立                                 | 盧景文 《大屋》 沙田話劇團                       | 黃志強(1) 《蝴蝶君》 香港話劇團                     | 李炳強 《珍珠衫》 沙田話劇團                                                | 譚茂蓀 《蝴蝶君》 香港話劇團                                               |          |
| 2    | 1993年 | 彭鎮南 《錯吻情真》 演戲家族                   | 譚偉權 《橫衝直撞偷錯情》 演戲家族                    | 馮蔚衡(1) 《我和春天有個約會〝 香港話劇團    | 蘇玉華 《蝦碌戲班》 香港戲劇協會               | Casey Van Sebille 《情聖唐璜》 香港演藝學院      | 黃奉基 《烏龍鎮》 中天製作                          | 梁日田(梁廣昌) 《我和春天有個約會》 香港話劇團 余振球 《女媧》 香港演藝學院 | 林董佩文 《女媧》 香港演藝學院                                             |          |
| 3    | 1994年 | 周志輝(1) 《南海十三郎》 香港話劇團            | 陳淑儀 《撞板風流》 中天製作                          | 羅冠蘭 《芭芭拉少校》 香港話劇團             | 廖淑芬(1) 《亞Dum一家看海的日子》 赫墾坊       | 何應豐(1) 《說書人柳敬亭》 中英劇團              | 黃志強(2) 《小鎮也瘋狂》 中英劇團                   | 李樹生(1) 《說書人柳敬亭》 中英劇團                                         | 陳明朗(1) 《山水喜相逢》 赫墾坊                                            |          |
| 4    | 1995年 | 潘燦良 《黑鹿開口了》 香港話劇團               | 黃清俊 《芳草校園》 中英劇團                          | 姚潤敏 《風中細路〝 香港話劇團               | 廖淑芬(2) 《紅男綠女》 香港演藝學院            | 何應豐(2) 《情危生命線》 旭日坊劇團              | 韋謹思(1) 《莫扎特之死》 香港戲劇協會               | 張國永(1) 《月黑風高殺人夜》 赫墾坊                                         | 何明松(1) 《Q版老夫子》 中英劇團                                           |          |
| 5    | 1996年 | 林立三 《推銷員之死》 香港戲劇協會             | 丁家湘 《廿三樓‧搞笑友》 第四線劇社                   | 馮麗嫦 《夢起航》 香港演藝學院               | 林小寶(1) 《嬉春酒店》 中英劇團                | 魯德義 《上海屋簷下》 香港影視劇團               | 韋謹思(2) 《一僕二主》 香港話劇團                   | 張國永(2) 《元洲街茱莉小姐的最後一夜》 剛劇場                               | 何明松(2) 《一僕二主》 香港話劇團                                          |          |
| 6    | 1997年 | 馮祿德 《起航！討海號》 致群劇社               | 余翰廷(1) 《非常天試》 赫墾坊                         | 彭杏英(1) 《明月明年何處看》 香港話劇團      | 莫紉蘭 《一起走過嫲嫲煩煩的日子》 香港戲劇協會 | 何應豐(3) 《起航！討海號》 致群劇社              | 奚仲文 《羅生門》 香港戲劇協會                      | 鍾珍珍 《起航！討海號》 致群劇社                                            | 何明松(3) 《造謠學堂》 香港話劇團                                          |          |
| 7    | 1998年 | 詹瑞文 《跟住個𡃁妹氹氹轉》 毛俊輝實驗創作     | 袁富華(1) 《專業社團》 中英劇團                       | 梁菲倚 《瘋雨狂居》 香港話劇團               | 伍潔茵(1) 《五個相撲的少年》 春天舞台          | 蘇紫雲 《跟住個𡃁妹氹氹轉》 毛俊輝實驗創作       | 冼艷君 《屈打成醫》 香港演藝學院                    | 張國永(3) 《跟住個𡃁妹氹氹轉》 毛俊輝實驗創作                               | 何明松(4) 《春秋魂》 香港話劇團                                            |          |
| 8    | 1999年 | 黃先洸 《紅色的天空》 香港話劇團               | 林立三 《瘋狂夜宴搞偷情》 香港戲劇協會                | 劉紅荳 《紅色的天空》 香港話劇團             | 禤思敏 《瘋狂夜宴搞偷情》 香港戲劇協會         | 梁永森 《原野》 香港演藝學院                     | 陳俊豪 《德齡與慈禧》 香港話劇團                    | 李樹生(2) 《梁祝》 春天舞台                                                 | 陳明朗(2) 《瘋狂夜宴搞偷情》 香港戲劇協會                                  |          |
| 9    | 2000年 | 梁漢威 《劍雪浮生》 春天舞台                   | 林澤群(1) 《丁燈》 中英劇團                           | 陳煦莉(1) 《長繫我心》 香港演藝學院          | 布韻婷 《麻煩家姊妹花》 香港戲劇協會           | 曾文通(1) 《兩條老柴玩遊戲》 劇場組合            | 李峰 《丁燈》 中英劇團                              | 甘玉儀 《我的殺人故事》 無人地帶                                            | 李峰(1) 《丁燈》 中英劇團                                                  |          |
| 10   | 2001年 | 江毅 《天下第一樓》 春天實驗劇團               | 林澤群(2) 《點解手牽狗》 中英劇團                     | 秦可凡 《尋人的眼睛》 香港話劇團             | 劉紅荳(1) 《一拍兩散偷錯情》 香港話劇團        | 余振球(1) 《周門家事》 香港戲劇協會              | 黃志強(3) 《親愛的‧胡雪巖》 眾劇團                  | 張國永(4) 《尋人的眼睛》 香港話劇團                                         | 陳明朗(3) 《親愛的‧胡雪巖》 眾劇團                                         |          |
| 11   | 2002年 | 李鎮洲 《煉金術士》 中英劇團、無人地帶         | 劉守正(1) 《不動布娃娃》 劇場工作室                   | 馮蔚衡(2) 《明月何曾是兩鄉》 香港話劇團      | 邵美君(1) 《蛋散與豬扒》 演戲家族              | 余振球(2) 《大刀王五》 劇場空間                  | 曾文通 《墮落鳥》 劇場組合                          | 李樹生(3) 《幸遇先生蔡》 中英劇團                                           | 李永雄(1) 《聊齋新誌》 春天舞台                                            |          |
| 12   | 2003年 | 辛偉強 《如夢之夢》 香港話劇團                 | 盧智燊 《花樣獠牙》 中英劇團                          | 彭杏英(2) 《新傾城之戀》 香港話劇團          | 林小寶(2) 《愛上愛上誰人的新娘》 劇場工作室    | 陳志權(1) 《死亡實驗室》 無人地帶                | 黃志強(4) 《如夢之夢》 香港話劇團                   | 馮國基 《香港煙花燦爛 also known as 港燦》 劇場組合、新域劇團               | 李峰(2) 《花樣獠牙》 中英劇團                                              |          |
| 13   | 2004年 | 劉守正(1) 《時間列車00:00》 香港話劇團         | 尚明輝 《老馬有火》 灣仔劇團                          | 林小寶 《山村老師》 劇場工作室               | 劉紅荳(2) 《長髮幽靈》 香港話劇團              | 余振球(3) 《十二怒漢》 劇場空間                  | 阮漢威 《四川好人》 演戲家族                        | 溫迪倫 《十一隻貓》 中英劇團                                                | 李峰(3) 《十一隻貓》 中英劇團                                              |          |
| 14   | 2005年 | 陳文剛 《小鳥》 劇場工作室                     | 潘燦良 《家庭作孽》 香港話劇團                        | 潘璧雲 《桃花扇》 香港話劇團                 | 邵美君(2) 《虎鶴雙形》 劇場組合、新域劇團      | 余振球(4) 《喜尾注》 香港戲劇協會                | 何應豐、譚嘉儀(1) 《桃花扇》 香港話劇團             | 崔婉芬(1) 《旋轉270°》 香港話劇團                                           | 賴妙芝 《火之鳥》 中英劇團                                                 |          |
| 15   | 2006年 | 周志輝(2) 《求證》 香港話劇團                  | 凌智豪 《芳草校園》 中英劇團                          | 邵美君(1) 《你今日拯救咗地球未呀》 W創作社   | 陳桂芬 《事先張揚的求愛事件》 中英劇團         | 賴妙芝 《孤星淚》 中英劇團                       | 莫均傑 《鄭和與成祖》 香港話劇團                    | 楊子欣(1) 《菲爾德》 香港演藝學院                                           | 莫均傑、何明松(5) 《鄭和與成祖》 香港話劇團                                |          |
| 16   | 2007年 | 曾江 《德齡與慈禧》 香港話劇團                 | 鄭國偉 《不如跳跳舞》 演戲家族                        | 鄺思齊 《人啊，人！》 致群劇社               | 焦媛 《誘心人》 焦媛實驗劇團                   | 李衞民 《野鴨》 香港戲劇協會                     | 袁玉英(1) 《野鴨》 香港戲劇協會                     | 崔婉芬(2) 《盲流感》 香港話劇團                                             | 李永雄(2) 《天之驕子》 英皇舞台、春天舞台                                  |          |
| 17   | 2008年 | 盧俊豪 《風流劍客》 中英劇團                   | 魯文傑 《爆谷殺人狂》 糊塗戲班                        | 陳桂芬(1) 《生活在他方》 劇場工作室          | 彭杏英(1) 《回歸！神蹟！》 香港話劇團          | 何應豐(4) 《梨花夢》 香港話劇團                  | 張叔平 《暗戀桃花源》 香港話劇團                    | 陳焯華(1) 《梨花夢》 香港話劇團                                             | 林澤群、黃龍斌、梁翠碧 《異型金剛》 異人實現劇場                           |          |
| 18   | 2009年 | 王耀祖(1) 《雪后》 演戲家族                    | 王維 《黐孖戲班》 香港話劇團                          | 王曉怡 《冰鮮校園》 中英劇團                 | 林小寶(3) 《我愛阿愛》 香港話劇團              | 陳志權(2) 《泰特斯》 香港藝術節、無人地帶        | 梁健棠(1) 《昆蟲世界》 中英劇團                     | 張國永(5) 《泰特斯》 香港藝術節、無人地帶                                   | 邵偉敏 《卡夫卡的七個箱子》 愛麗絲劇場實驗室                               |          |
| 19   | 2010年 | 陳敏斌 《HellWalker》 影話戲                   | 林澤群(3) 《搶奪芳心喜自由》 中英劇團                 | 邵美君(2) 《影子盒》 風車草劇團              | 黃慧慈 《橫衝直撞偷錯情》 香港話劇團           | 陳友榮 《華麗上班族之生活與生存》 非常林奕華     | 梁健棠(2) 《敦煌．流沙．包》 香港話劇團             | 張國永(6) 《泰特斯2.0》 鄧樹榮戲劇工作室                                    | 何明松(6)、莫禮圖 《奇幻聖誕夜》 香港話劇團                                |          |
| 20   | 2011年 | 廖啓智 《秒速18米》 大舞台劇團                 | 陳康 《胖侶》 心創作劇場                              | 伍潔茵 《小心﹗枕頭人》 風車草劇團           | 文瑞興 《喜靈州……分享夜》 劇場空間             | 余岱羚 《科學怪人》 中英劇團、香港演藝學院       | 余岱羚 《科學怪人》 中英劇團、香港演藝學院          | 張國永(7)、司徒慧焯、鄧煒培(1) 《魔鬼契約》 香港話劇團                      | 陳明朗(4) 《科學怪人》 中英劇團、香港演藝學院                              |          |
| 21   | 2012年 | 邱廷輝 《盛勢》 香港話劇團                     | 周志輝 《脫皮爸爸》 香港話劇團                        | 何英瓊 《重回凡間的凡人》 香港藝術節         | 伍潔茵(2) 《辛辣人妻》 Loft Stage              | 邵偉敏(1) 《脫皮爸爸》 香港話劇團                | 梁健棠(3) 《DIVA先生的華麗戲劇教室》 林澤群實現劇場 | 楊子欣(2) 《關愛》 同流                                                     | 馬穎芝(1) 《DIVA先生的華麗戲劇教室》 林澤群實現劇場                        |          |
| 22   | 2013年 | 王耀祖(2) 《夜鷹姊魅》 劇場工作室              | 麥秋 《愛妻家》 糊塗戲班                              | 陳桂芬(2) 《完不了的最後一課》 中英劇團      | 彭杏英(2) 《有飯自然香》 香港話劇團            | 曾文通(2) 《野豬》 香港藝術節                    | 袁玉英(2) 《王子復仇記》 香港戲劇工程               | 鄭稜耀 《終局》 愛麗絲劇場實驗室                                            | 馬穎芝(2)、 Donald Chiu 《伊甸禁章》 Pleroma Theatre Production            |          |
| 23   | 2014年 | 陳淑儀 《都是龍袍惹的禍》 香港話劇團           | 何偉龍 《長髪幽靈》 團劇團                            | 陳煦莉(2) 《教授》 香港話劇團                | 韋羅莎 《囍雙飛》 一路青空                     | 邵偉敏(2) 《櫻桃園》 香港話劇團                  | 梁健棠(4) 《都是龍袍惹的禍》 香港話劇團             | 張國永(8) 《櫻桃園》 香港話劇團                                             | 梁健棠、何明松(7) 《都是龍袍惹的禍》 香港話劇團                            |          |
| 24   | 2015年 | 陳永泉 《海達‧珈珼珞》 新視野藝術節            | 蔡澤民 《床前十分》 Metro-HoliK Studio                | 邵美君(3) 《修羅場》 W創作社                 | 馮蔚衡 《轟隆》 香港話劇團                     | 影話戲 《我的50呎豪華生活》 影話戲               | 譚嘉儀(2) 《海達‧珈珼珞》 新視野藝術節              | 楊子欣(3) 《安‧非她命》 香港話劇團                                          | 陳明朗(5) 《EQUUS馬》 神戲劇場                                             |          |
| 25   | 2016年 | 施標信 《布拉格‧1968》 劇場空間                | 余翰廷(2) 《廢柴家族》 BHT Theatre                    | 雷思蘭 《失禮‧死人》 香港話劇團              | 黄釗鑫 《天使撻落新‧都城》 團劇團、藝君子劇團  | 邵偉敏(3) 《結婚》 香港話劇團                    | 何珮姍 《結婚》 香港話劇團                          | 楊子欣(4) 《結婚》 香港話劇團                                               | 劉肇珊、鄭蓮花 《灰闌》【重演】 7A班戲劇組                                 |          |
| 26   | 2017年 | 王維 《太平山之疫》 香港話劇團                 | 陳湛文 《少年十五二十時》 普劇場                      | 趙伊禕 《夜鷹姊魅》【重演】 劇場工作室       | 黃呈欣 《竹林深處強姦》 藝君子劇團             | 阮漢威(1) 《金龍》【重演】 前進進戲劇工作坊      | 黃迪汶 《馬騮俠》 一路青空                          | 張國永(9) 《親愛的，胡雪巖》 香港話劇團                                     | 馬穎芝(3) 《馬騮俠》 一路青空                                              |          |
| 27   | 2018年 | 劉守正(2) 《回歸》 香港話劇團                  | 陳永泉 《謊言The Truth》 PROJECT ROUNDABOUT           | 吳鳳鳴 《尋找快樂時代2017》 舞台山莊         | 藍真珍 《愛喪事家庭》【重演】 有骨戲           | 孫詠君 《培爾·金特》 天邊外劇場                  | 袁玉英(3) 《三國》 香港戲劇工程                     | 楊子欣(5) 《父親》 香港話劇團                                               | 陳明朗(6)、温筱敏 《水滸嘍囉》 中英劇團                                    |          |
| 28   | 2019年 | 吳家良 《好人不義》 香港話劇團                 | 袁富華(2) 《攬炒愛情狂》 風車草劇團                   | 文瑞興 《好人不義》 香港話劇團               | 伍潔茵(3) 《她媽的葬禮》 PROJECT ROUNDABOUT    | 王健偉 《親愛的，胡雪巖》【2018新版】 香港話劇團 | 梁健棠(5) 《瑪麗皇后》 糊塗戲班                     | 陳焯華(2) 《羅生門》 中英劇團                                               | 黃德燕 《火鳳燎原》舞台劇‧壹《亂世英雄》 A2創作社                          |          |
| 29   | 2020年 | 黃清俊 《尋常心》 風車草劇團                   | 劉守正(2) 《假鳳虛鸞》 香港話劇團                     | 葉德嫻 《親親麗南》 PROJECT ROUNDABOUT       | 王曉怡(1) 《波音情人》【重演】 A2創作社        | 阮漢威(2) 《夏娃》 藝君子劇團                    | 黃志強(5) 《假鳳虛鸞》 香港話劇團                   | 鄧煒培(2) 《5月35日》 六四舞台                                              | 唐本烽 《坂本龍馬の背叛﹗》 劇場空間                                       |          |
| /    | 2021年 | 疫情停辦                                       | 疫情停辦                                              | 疫情停辦                                     | 疫情停辦                                       | 疫情停辦                                         | 疫情停辦                                            | 疫情停辦                                                                    | 疫情停辦                                                                   | 疫情停辦 |
| 30   | 2022年 | 邢灝 《一水南天》 香港舞蹈團、演戲家族         | 余翰廷(3) 《雄顏一笑》 BHT Theatre                    | 陳琳欣 《穿Kenzo的女人》 中英劇團            | 胡麗英 《通菜街喪屍戰》 風車草劇團             | 邵偉敏(4) 《往大馬士革之路》 香港話劇團          | 巫嘉敏(1) 《暴風雨》 愛麗絲劇場實驗室               | 張國永(10) 《往大馬士革之路》 香港話劇團                                    | Charlie Luciano @Salon Go Ahead(1) 《暴風雨》 愛麗絲劇場實驗室             |          |
| 31   | 2023年 | 張焱 《大狀王》 西九文化區、香港話劇團         | 周家輝 《老婦還鄉記》 愛麗絲劇場實驗室                | 彭珮嵐 《被縛的普羅米修斯》 前進進戲劇工作坊 | 阮煒楹 《老婦還鄉記》 愛麗絲劇場實驗室         | 黃逸君、張正和 《大狀王》 西九文化區、香港話劇團 | 巫嘉敏(2) 《老婦還鄉記》 愛麗絲劇場實驗室           | 陳焯華(3) 《我們最快樂》 香港藝術節                                         | 巫嘉敏、Charlie Luciano @Salon Go Ahead(2) 《老婦還鄉記》 愛麗絲劇場實驗室 |          |
| 32   | 2024年 | 梁浩邦 《我們所不知道的生活成本》 香港戲劇協會 | 余翰廷(4) 《史家本第二零二三回之伏虎降龍》 香港話劇團 | 陳穎璇 《植物人》 藝君子劇團                 | 王曉怡(2) 《從金鐘到莫斯科》 香港話劇團        | 阮漢威(3) 《從金鐘到莫斯科》 香港話劇團          | 譚嘉儀(3) 《親愛的・柳如是》 香港話劇團             | 劉銘鏗 《從金鐘到莫斯科》 香港話劇團                                        | 王健偉、蘇善誼 《史家本第二零二三回之伏虎降龍》 香港話劇團                 |          |
| 33   | 2025年 | 梁仲恆 《餐廳》 風車草劇團                     | 葛民輝 《Di-Dar》 風車草劇團                          | 阮韻珊 《一樓一會》 恐怖在線、6DX Production | 李妮珊 《凶的空間》 香港話劇團                 | 邵偉敏(5) 《亞娜》 風車草劇團                    | 梁子蔚 《惡之華》 藝君子劇團                        | 葉俊霖 《惡之華》 藝君子劇團                                                | 梁子蔚、卓子菲 《Di-Dar》 風車草劇團                                       |          |

## 原創音樂/ 填詞/ 音響設計
註：人名後括號內的數字，表示該得獎者在香港舞台劇獎獲得同一獎項的累積次數（2次或以上標註）
| 1  | 1992年 | Hugh Trethowan 《禁葬令》 香港話劇團                                                                                              | | |                                       |                                                   |                                      |          |          |          |          |
| 2  | 1993年 | 黎草田 《聊齋新誌》 嘉士伯灣仔劇團                                                                                                | | |                                       |                                                   |                                      |          |          |          |          |
| 3  | 1994年 | 鍾志榮(1) 《遇上一九四一的女孩》 演戲家族                                                                                         | | |                                       |                                                   |                                      |          |          |          |          |
| 4  | 1995年 | 潘光沛 《風中細路》 音樂劇團 | | |                                       |                                                   |                                      |          |          |          |          |
| 5  | 1996年 | 杜雯惠 《人生唯願多知己》 中英劇團                                                                                                | | |                                       |                                                   |                                      |          |          |          |          |
| 6  | 1997年 | 何俊傑(1) 《少女夢》 香港演藝學院                                                                                                 | | |                                       |                                                   |                                      |          |          |          |          |
| 7  | 1998年 | 彼得小話 《快感生活》 彼得小話 | | |                                       |                                                   |                                      |          |          |          |          |
| 8  | 1999年 | 梁漢威、馬永齡 《始皇最後的日子》 中英劇團                                                                                        | | |                                       |                                                   |                                      |          |          |          |          |
| 9  | 2000年 | 何俊傑(2) 《城市傳奇》 香港城市大學                                                                                               | 劉穎途 《千禧瑪利亞》 香港演藝學院                                                                         | |                                       |                                                   |                                      |          |          |          |          |
| 10 | 2001年 | 鍾志榮(2) 《紅》 諾士娛樂製作 | 黃伸強 《哈姆雷特Vs哈姆雷特》 沙田話劇團、致群劇社、第四線劇社                                             | |                                       |                                                   |                                      |          |          |          |          |
| 11 | 2002年 | 鍾志榮(3) 《邊城》 演戲家族 | 馬永齡(1) 《幸遇先生蔡》 中英劇團                                                                          | |                                       |                                                   |                                      |          |          |          |          |
| 12 | 2003年 | 倫永亮 《還魂香》 香港話劇團 | 楊我華 《花樣獠牙》 中英劇團                                                                               | |                                       |                                                   |                                      |          |          |          |          |
| 13 | 2004年 | 高世章(1) 《四川好人》 演戲家族                                                                                                   | 彭俊傑(1) 《龍頭》 新域劇團                                                                                | |                                       |                                                   |                                      |          |          |          |          |
| 14 | 2005年 | 羅永暉 《桃花扇》 香港話劇團 | 呂偉基 《喜尾注》 香港戲劇協會                                                                             | |                                       |                                                   |                                      |          |          |          |          |
| 15 | 2006年 | 何俊傑(3) 《流浪在彩色街頭》 劇場工作室                                                                                           | 馬永齡(2) 《流浪在彩色街頭》 劇場工作室                                                                    | |                                       |                                                   |                                      |          |          |          |          |
| 16 | 2007年 | 高世章(2) 《白蛇新傳》 演戲家族                                                                                                   | 陳銘健 《Empty》 W創作社                                                                                   | |                                       |                                                   |                                      |          |          |          |          |
| 17 | 2008年 | 林一峰 《一期一會》 W創作社 | 袁卓華 《頂頭鎚》 香港話劇團                                                                               | |                                       |                                                   |                                      |          |          |          |          |
| 18 | 2009年 | 高世章(3) 《頂頭鎚》 香港話劇團                                                                                                   | 彭俊傑(2) 《卡夫卡的七個箱子》 愛麗絲劇場實驗室                                                            | |                                       |                                                   |                                      |          |          |          |          |
| 19 | 2010年 | 高世章(4) 《一屋寶貝》 演戲家族                                                                                                   | 馬永齡(3) 《一屋寶貝》 演戲家族                                                                            | |                                       |                                                   |                                      |          |          |          |          |
| 20 | 2011年 | | 何俊傑(1) 《科學怪人》 中英劇團、香港演藝學院                                                              | 馬永齡(4)、許肇麟 《科學怪人》 中英劇團、香港演藝學院                                                         |                                       |                                                   |                                      |          |          |          |          |
| 21 | 2012年 | 作曲:高世章(1) 填詞:岑偉宗(1) 《一屋寶貝》【三度公演】 演戲家族                                                                   | 陳偉發(1) 《脫皮爸爸》 香港話劇團                                                                          | | 陳偉發 《火之鳥 - 八百比丘尼》 普劇場 |                                                   |                                      |          |          |          |          |
| 22 | 2013年 | 作曲:張敬軒、鍾志榮 填詞:杜國威、鍾志榮(1) 《我和秋天有個約會》 香港話劇團                                                        | Frankie Ho(1)、黃譜誠 《惡童日記》 糊塗戲班                                                                | 黃衍仁 《狂情》 風車草劇團                                                                                    |                                       |                                                   |                                      |          |          |          |          |
| 23 | 2014年 | 作曲:黃旨穎 填詞:岑偉宗(2) 《美麗的一天》 演戲家族                                                                                | 孔奕佳 《搏命兩頭騰》 中英劇團                                                                             | 馮璟康 《搏命兩頭騰》 中英劇團                                                                                |                                       |                                                   |                                      |          |          |          |          |
| 24 | 2015年 | 作曲:孔奕佳 填詞:鍾志榮(2) 《沒有人造衛星相撞的夜空》 藝堅峰                                                                      | 陳偉發(2) 《安‧非她命》 中英劇團                                                                           | 姜達雲 《第三波》 Arts' Options                                                                               |                                       |                                                   |                                      |          |          |          |          |
| 25 | 2016年 | 作曲及填詞:徐偉賢 《抱歉，我正忙著失戀》 7A班戲劇組                                                                               | Frankie Ho(2) 《戇大人》 中英劇團                                                                          | 黎智勇 《復仇者傳聞之驚天諜變反擊戰》 中英劇團                                                                |                                       |                                                   |                                      |          |          |          |          |
| 26 | 2017年 | 作曲:高世章(2) 填詞:岑偉宗(3) 《大殉情》【重演】 一舖清唱                                                                         | 陳偉發(3) 《親愛的，胡雪巖》 香港話劇團                                                                    | 夏恩蓓(1) 《大殉情》【重演】 一舖清唱                                                                         |                                       |                                                   |                                      |          |          |          |          |
| 27 | 2018年 | 作曲:高世章(3) 填詞:岑偉宗(4) 《奮青樂與路》 地利亞修女紀念學校（協和）、香港培正中學、香港正覺蓮社佛教正覺中學、心光盲人院暨學校 | 高世章 《奮青樂與路》 地利亞修女紀念學校（協和）、香港培正中學、香港正覺蓮社佛教正覺中學、心光盲人院暨學校 | 夏恩蓓(2) 《奮青樂與路》 地利亞修女紀念學校（協和）、香港培正中學、香港正覺蓮社佛教正覺中學、心光盲人院暨學校 |                                       |                                                   |                                      |          |          |          |          |
| 28 | 2019年 | | | 林鈞暉、陳玉彬、李卓賢 《火鳳燎原》舞台劇‧壹《亂世英雄》 A2創作社                                             | 方家煌 《唯獨袮是王II》 唯獨舞台      | 温新康 《火鳳燎原》舞台劇‧壹《亂世英雄》 A2創作社 |                                      |          |          |          |          |
| 29 | 2020年 | 劉穎途、許諾、麥家錀 《坂本龍馬の背叛﹗》 劇場空間                                                                                | 黃詠詩 《三生三世愛情餘味》 一舖清唱                                                                       | 郭宇傑 《如夢之夢》 香港話劇團                                                                                |                                       |                                                   |                                      |          |          |          |          |
| /  | 2021年 | 疫情停辦 | 疫情停辦                                                                                                   | 疫情停辦 | 疫情停辦                              | 疫情停辦                                          | 疫情停辦                             | 疫情停辦 | 疫情停辦 | 疫情停辦 | 疫情停辦 |
| 30 | 2022年 | | | | 黃衍仁 《玩轉婚前身後事》 香港話劇團  | 張飛帆 《一水南天》 香港舞蹈團、演戲家族          | 夏恩蓓(3) 《穿Kenzo的女人》 中英劇團 |          |          |          |          |
| 31 | 2023年 | 何俊傑(2) 《我們最快樂》 香港藝術節                                                                                               | 岑偉宗 《大狀王》 香港話劇團、西九文化區                                                                   | 夏恩蓓(4) 《大狀王》 香港話劇團、西九文化區                                                                   |                                       |                                                   |                                      |          |          |          |          |
| 32 | 2024年 | 黃譜誠 《小島． 餘香》 香港話劇團                                                                                                 | 鍾志榮 《2月14》 香港話劇團                                                                                | 梁寶榮 《植物人》 藝君子劇團                                                                                  |                                       |                                                   |                                      |          |          |          |          |
| 33 | 2025年 | 冼樂欣、張卓行、艾浩家 《天真與世故之歌》 西九文化區、天台製作                                                                    | 晴天林 《Di-Dar》 風車草劇團                                                                               | 陳詠杰 《Di-Dar》 風車草劇團                                                                                  |                                       |                                                   |                                      |          |          |          |          |

## 音樂劇
註：人名後括號內的數字，表示該得獎者在香港舞台劇獎獲得同一獎項的累積次數（2次或以上標註）
| 屆別 | 年份   | 最佳原創音樂 （音樂劇）                     | 最佳音樂劇男主角             | 最佳音樂劇女主角                         | 最佳音樂劇男配角                       | 最佳音樂劇女配角                         | 最佳音樂劇編舞                                         |
| ---- | ------ | ------------------------------------------- | ---------------------------- | ---------------------------------------- | -------------------------------------- | ---------------------------------------- | ------------------------------------------------------ |
| 28   | 2019年 | 金培達 《唯獨袮是王II》 唯獨舞台團          |                              |                                          |                                        |                                          |                                                        |
| 29   | 2020年 | 李端嫻 《陪著你走》 香港藝術節              |                              |                                          |                                        |                                          |                                                        |
| /    | 2021年 | 疫情停辦                                    |                              |                                          |                                        |                                          |                                                        |
| 30   | 2022年 | 高世章(1) 《穿Kenzo的女人》 中英劇團        |                              |                                          |                                        |                                          |                                                        |
| 31   | 2023年 | 高世章(2) 《大狀王》 香港話劇團、西九文化區 |                              |                                          |                                        |                                          |                                                        |
| 32   | 2024年 | 伍卓賢 《庵藏不露》 一舖清唱                |                              |                                          |                                        |                                          |                                                        |
| 33   | 2025年 | 陳慶濤 《移家女孩》 同流                    | 袁浩楊 《花樣獠牙》 中英劇團 | 張嘉瑩 《多士妹唱遊Graffiti》 大細路劇團 | 董朗生 《少年神農的搖滾獨白》 音樂劇作 | 胡希文 《多士妹唱遊Graffiti》 大細路劇團 | Mohamed Drissi 《会社人間》（重演） 香港音樂劇藝術學院 |

## 歷屆提名及獲獎最多舞台劇
| 屆別 | 年份   | 提名最多舞台劇（提名數目）                      | 獲獎最多舞台劇（獎項數目）                            | 備註                                       |
| ---- | ------ | ----------------------------------------------- | ----------------------------------------------------- | ------------------------------------------ |
| 1    | 1992年 | 蝴蝶君（8）                                     | 蝴蝶君（4）                                           |                                            |
| 2    | 1993年 | 我和春天有個約會（11）                          | 我和春天有個約會（5）                                 |                                            |
| 3    | 1994年 | 南海十三郎（8）                                 | 南海十三郎（3）                                       |                                            |
| 4    | 1995年 | 芳草校園（7）                                   | 風中細路（4）                                         | 《黑鹿開口了》獲選為最佳整體演出           |
| 5    | 1996年 | 紅房間、白房間、黑房間（8）                     | 長河之末（4）                                         |                                            |
| 6    | 1997年 | 一起走過嫲嫲煩煩的日子（7） 棒球狂想曲（7）     | 一起走過嫲嫲煩煩的日子（4）                           |                                            |
| 7    | 1998年 | 瘋雨狂居（11） 跟住個𡃁妹氹氹轉（11）           | 跟住個𡃁妹氹氹轉（6）                                 |                                            |
| 8    | 1999年 | 德齡與慈禧（10）                                | 德齡與慈禧（5）                                       |                                            |
| 9    | 2000年 | 三姊妹與哥哥和一隻蟋蟀（8） 兩條老柴玩遊戲（8） | 丁燈（5）                                             |                                            |
| 10   | 2001年 | 煙雨紅船（7） 親愛的‧胡雪巖（7）                | 親愛的‧胡雪巖（4）                                    | 《周門家事》獲選為最佳整體演出             |
| 11   | 2002年 | 蛋散與豬扒（10）                                | 邊城（5）                                             |                                            |
| 12   | 2003年 | 還魂香（13）                                    | 如夢之夢（4）                                         |                                            |
| 13   | 2004年 | 四川好人（11）                                  | 四川好人（5）                                         |                                            |
| 14   | 2005年 | 虎鶴雙形（13）                                  | 喜尾注（4）                                           | 《承受清風》獲選為最佳整體演出             |
| 15   | 2006年 | 2月14日（7） 鄭和與成祖（7）                    | 菲爾德（4）                                           |                                            |
| 16   | 2007年 | 頭注香（8）                                     | 頭注香（4）                                           | [ 21 ]                                     |
| 17   | 2008年 | 點點隔世情（8）                                 | 相約星期二（3） 暗戀桃花源（3） 梨花夢（3）藝術（3）  | [ 22 ]                                     |
| 18   | 2009年 | 頂頭鎚（9）                                     | 我愛阿愛（4） 頂頭鎚（4）                             |                                            |
| 19   | 2010年 | 聖荷西謀殺案（8）                               | 一屋寶貝（4） 聖荷西謀殺案（4）                       |                                            |
| 20   | 2011年 | 科學怪人（10）                                  | 豆泥戰爭（4） 香港式離婚（4） 科學怪人（4）           |                                            |
| 21   | 2012年 | 脫皮爸爸（9）                                   | 脫皮爸爸（7）                                         |                                            |
| 22   | 2013年 | 我和秋天有個約會（8）                           | 李逵的藍與黑（4） 完不了的最後一課（4） 夜鷹姊魅（4） |                                            |
| 23   | 2014年 | 都是龍袍惹的禍（12）                            | 都是龍袍惹的禍（6）                                   | [ 19 ] [ 8 ]                               |
| 24   | 2015年 | 修羅場（7）                                     | 安‧非她命（4）                                        | 《後殖民食神之歌》獲選為最佳整體演出       |
| 25   | 2016年 | 結婚（12）                                      | 天使撻落新‧都城（5）結婚（5）                         |                                            |
| 26   | 2017年 | 親愛的，胡雪巖（11）                            | 親愛的，胡雪巖（5）                                   | [ 23 ]                                     |
| 27   | 2018年 | 父親（9）                                       | 奮青樂與路（6）                                       |                                            |
| 28   | 2019年 | 羅生門（11）                                    | 新聞小花的告白（4）                                   |                                            |
| 29   | 2020年 | 假鳳虛鸞（9）                                   | 5月35日（5）                                          |                                            |
| /    | 2021年 | 疫情停辦                                        | 疫情停辦                                              | 疫情停辦                                   |
| 30   | 2022年 | 一水南天（12）                                  | 穿Kenzo的女人（4）雄顏一笑（4）                       | 《新聞小花的告白2 白屋之夏》獲選為最佳製作 |
| 31   | 2023年 | 大狀王（16）                                    | 大狀王（10）                                          |                                            |
| 32   | 2024年 | 植物人（10）                                    | 史家本第二零二三回之伏虎降龍（6）                     | [ 24 ]                                     |
| 33   | 2025年 | Di-Dar（9）                                     | Di-Dar（7）                                           | [ 25 ]                                     |

## 歷屆提名最多人物
註：只標註擁有20次或以上提名之人士
| 提名最多人物 | 提名次數 | 獲獎獎項數目 | 備註 |
| ------------ | -------- | ------------ | --- |
| 鍾景輝       | 22       | 13           | 終身成就獎 最佳導演 【悲劇／正劇】【喜劇／鬧劇】 最佳男主角【悲劇／正劇】【喜劇／鬧劇】 最佳男配角【悲劇／正劇】【喜劇／鬧劇】 (歷屆獲獎最多) |
| 張國永       | 22       | 10           | 十年傑出成就獎 最佳燈光設計 |
| 邵美君       | 22       | 9            | 最佳女主角【悲劇／正劇】【喜劇／鬧劇】 最佳女配角【悲劇／正劇】【喜劇／鬧劇】                                                                 |
| 李鎮洲       | 21       | 9            | 最佳導演【悲劇／正劇】【喜劇／鬧劇】 最佳男主角【悲劇／正劇】【喜劇／鬧劇】 最佳男配角【悲劇／正劇】【喜劇／鬧劇】                            |
| 潘惠森       | 21       | 7            | 最佳導演【喜劇／鬧劇】 最佳劇本 |
| 馮蔚衡       | 20       | 8            | 最佳導演【悲劇／正劇】【喜劇／鬧劇】 最佳女主角【悲劇／正劇】【喜劇／鬧劇】 最佳女配角【悲劇／正劇】【喜劇／鬧劇】                            |
| 余振球       | 20       | 6            | 十年後台工作貢獻獎 最佳舞台設計 最佳導演【悲劇／正劇】【喜劇／鬧劇】 (兩次擁有同屆雙重提名)                                                   |
| 羅冠蘭       | 20       | 5            | 最佳女主角【悲劇／正劇】【喜劇／鬧劇】 最佳女配角【悲劇／正劇】【喜劇／鬧劇】                                                                 |

## 歷屆提名最多及勝出率最高人物
| 人物   | 出席年度頒獎禮次數 | 提名次數 | 獲獎次數 | 勝出率 | 備註 |
| ------ | ------------------ | -------- | -------- | ------ | --- |
| 高世章 | 10                 | 12       | 10       | 90%    | 第21屆高世章的兩份作品入圍競逐同一獎項 第22屆失落獎項，第27屆連奪兩項獎項 出席十次頒獎禮九次能獲獎，勝出率是90%                |
| 莊梅岩 | 7                  | 9        | 8        | 100%   | 第29屆及第31屆各有兩份莊梅岩的作品入圍爭奪同一獎項 第12屆連奪最佳劇本及推薦獎傑出青年編劇 出席七次頒獎禮都能獲獎，勝出率是100% |

## 同一屆同一獎項提名達三次或以上的人物
| 人物   | 屆別              | 獎項                    | 作品 | 結果 |
| ------ | ----------------- | ----------------------- | --- | ---- |
| 陳明朗 | 第三屆 (1994年)   | 最佳化妝造型            | 《山水喜相逢》赫墾坊 《亞Dum一家看海的日子》赫墾坊 《瘋癲皇帝》演戲家族》香港戲劇協會 《小鎮也瘋狂》中英劇團 | 獲獎 |
| 張國永 | 第四屆 (1995年)   | 最佳燈光設計            | 《月黑風高殺人夜》赫墾坊 《女俠紅粉之上集未結局》赫墾坊 《似是故人來》香港話劇團                             | 獲獎 |
| 何應豐 | 第四屆 (1995年)   | 最佳舞台設計            | 《情危生命線》旭日坊劇團 《月黑風高殺人夜》赫墾坊 《城寨風情》香港話劇團                                     | 獲獎 |
| 何俊傑 | 第六屆 (1997年)   | 最佳創作音樂            | 《少女夢》香港演藝學院 《Miss杜十娘》香港話劇團 《三條天天向上的根》赫墾坊                                   | 獲獎 |
| 邵美君 | 第十二屆 (2003年) | 最佳女主角 (喜劇／鬧劇) | 《K城》演戲家族 《女大不中留》中英劇團 《砵蘭街的Venezia Cafe》新域劇團                                      | 提名 |
| 何明松 | 第十九屆 (2011年) | 最佳化妝造型            | 與莫禮圖《奇幻聖誕夜》香港話劇團 與梁健棠《敦煌．流沙．包》香港話劇團 與陳俊豪《李察三世》香港話劇團         | 獲獎 |
| 楊子欣 | 第廿五屆 (2016年) | 最佳燈光設計            | 《結婚》香港話劇團 《復仇者傳聞之驚天諜變反擊戰》中英劇團 《戇大人》中英劇團                                 | 獲獎 |
| 黃宇恒 | 第三十屆 (2022年) | 最佳燈光設計            | 《一水南天》香港舞蹈團、演戲家族 《穿Kenzo的女人》中英劇團 《科學怪人·重生》中英劇團                         | 提名 |

香港舞台劇獎頒獎禮歷屆得以圓滿順利舉行，皆因一直獲得藝術發展局(藝發局)的資助，以及獲得康樂及文化事務署(康文署)借出場地來舉辦。而在2023年12月8日香港戲劇協會(劇協)收到藝發局的來信，內容是指第31屆所舉辦的頒獎禮，已對藝發局聲譽造成損害，所以之後的頒獎禮並不獲藝發局的資助，同時間劇協亦收到康文署的知會，指未能為來屆頒獎禮提供或贊助場地。劇協對於停止資助感到憤慨不平，去信藝發局要求該局指明上屆頒獎禮中損害該局聲譽或造成不利影響的環節，並在2024年1月17日在社交媒體發表聲明。
藝發局在1月18日及1月19日回應事件，表示收到不少的意見，指出頒獎禮有不妥之處，包括邀請過度引起公眾及媒體注意及製造社會話題的嘉賓頒獎，以及當晚晚會兩位司儀部份對答內容有「語帶雙關」之嫌，當局表示有權確保公帑運用得宜，獲資助者亦必須遵守香港法例並承擔責任，經委員討論後表示決定扣減資助。
劇協對於藝發局的回應表示驚訝之餘，促請藝發局與業界商討守則細節，同時亦表示在不獲資助下仍會堅持舉行舞台劇獎選舉及頒獎禮。
- 香港小劇場獎
- 香港戲劇協會
- 香港藝術發展局
- 中國戲劇梅花獎
- 中國話劇金獅獎
- 曹禺戲劇獎
- 戲炬獎 (馬來西亞)
- 東尼獎 (美國)
- 普立茲戲劇獎 (美國)
- 戲劇桌獎 (美國)
- 羅蘭士·奧利花獎 (英國)
- 莫里哀戲劇獎 (法國)
- 國際易卜生獎 (挪威)

1. ↑  第二十二屆香港舞台劇獎頒獎禮 （页面存档备份，存于） 香港電台
2. ↑  .   [2024-07-31]. （原始内容存档于2024-09-12）.
3. ↑  .   [2024-07-31]. （原始内容存档于2024-12-12）.
4. ↑  .   [2025-02-25].
5. ↑  . Yahoo!新聞. 2024-12-18.
6. ↑  . 大公報. 2010-04-24  [2025-03-30] （中文（香港））.
7. 1 2  . art-mate.   [2025-03-30] （中文（香港））.
8. ↑  陳文剛. . 晴報. 2018-04-24  [2018-04-24] （中文（香港））.
9. ↑  . art-mate.   [2025-03-30] （中文（香港））.
10. 1 2 3 4  . 大城誌. 2024-01-29  [2024-01-29] （中文（香港））.
11. ↑  . art-mate.   [2025-03-30] （中文（香港））.
12. ↑  . Youtube.
13. ↑  . art-mate.   [2025-03-30] （中文（香港））.
14. ↑  . 香港01. 2024-04-29  [2024-04-29] （中文（香港））.
15. ↑  . Youtube.
16. ↑  . Yahoo. 2025-03-07  [2025-03-07] （中文（香港））.
17. ↑  . Youtube.
18. 1 2   (PDF). 大公報. 2014-04-18.
19. ↑  . 香港01. 2019-04-11.
20. ↑  . Art-mate. 2007-01-20  [2025-05-04].
21. ↑  . Art-mate. 2008-04-16  [2025-05-04].
22. ↑  . art-mate.   [2025-04-17] （中文（香港））.
23. ↑  . 香港話劇團.   [2025-04-18] （中文（香港））.
24. ↑  . 流行文化誌. 2025-04-29  [2025-05-03].
25. ↑  2004、2007、2009、2010、2012、2013、2017、2018、2022及2023
26. ↑  2004、2007、2009、2010、2012(同一獎項兩次提名)、2013、2017、2018(兩個獎項提名)、2022及2023
27. ↑  2004、2007、2009、2010、2012、2017、2018(兩個獎項獲獎)、2022及2023
28. ↑  2003、2005、2006、2010、2014、2020及2023
29. ↑  2003、2005、2006、2010、2014、2020(同一獎項兩次提名)及2023(同一獎項兩次提名)
30. ↑  2003(兩個獎項獲獎)、2005、2006、2010、2014、2020及2023
31. ↑  . 星島頭條. 2024-01-17  [2025-04-20] （中文）.
32. ↑  . 香港藝術發展局新聞公布. 2024-01-19  [2025-04-20] （中文）.
33. ↑  . 香港特別行政區政府新聞公佈. 2024-01-19  [2025-04-20] （中文）.
34. ↑  . 香港01. 2024-01-19  [2025-04-20] （中文）.
35. ↑  . 虛詞. 2024-01-18  [2025-04-20] （中文）.

## 外部連結
- 香港舞台劇獎官方網站
- 香港戲劇協會官方網站
- 香港戲劇協會 Hong Kong Federation of Drama Societies的Facebook專頁
- YouTube上的香港舞台劇獎頻道
- 香港戲劇協會 Hongkongfds的Instagram帳戶
- 國際演藝評論家協會(香港分會)
- 康樂及文化事務署場地伙伴計劃
- 澳門劇場文化學會
- 臺北戲劇獎